# Махал, Ян
Ян Гануш Махал (чеш. Jan Hanuš Máchal; 1855—1939) — чешский историк литературы.
Был доцентом чешского университета в Праге.
Ему принадлежат серьёзные труды по народной словесности у славян:
- «Nákres slovanského bájesloví» (1891),
- «О bohatýrském epose slovanském» (1893),
- «Bájesloví slovanské» (1898, в «Памятнике в ознаменование 50-летнего юбилея Франца-Иосифа»),
- «Dějiny literatur slovanských» — библиографический обзор (ib.),
- «Pavel J. Šafařík a jeho názory kritické a aesthetické» (1895),
- «Ant. J. Puchmajer» (1895),
- «Snahy F. L. Čelakovského o obnovu české literatury»(1899)
- несколько очерков в издании Лайхтера «Literatura česká devatenácteho století» (Прага, 1902 и 1903).

Член-корреспондент АН СССР c 06.12.1924 по отделению русского языка и словесности (литературоведение).